# Carol (film)
Carol är en amerikansk-brittisk romantisk dramafilm från 2015, regisserad av Todd Haynes. Den är baserad på romanen med samma namn av Patricia Highsmith. I filmen medverkar Cate Blanchett, Rooney Mara, Sarah Paulson och Kyle Chandler.
Filmen visades vid Filmfestivalen i Cannes 2015, där den tävlade för Guldpalmen och Rooney Mara belönades med priset för Bästa kvinnliga skådespelare. I USA hade filmen biopremiär den 20 november 2015 och i Storbritannien den 27 november 2015. I Sverige hade filmen biopremiär den 25 december 2015.

## Handling
Filmen utspelar sig i New York under 1950-talet. Therese Belivet (Rooney Mara) jobbar i ett varuhus på Manhattan och är intresserad av fotografi, men drömmer om ett bättre liv. En dag träffar hon en äldre och mycket vacker kvinna, Carol Aird (Cate Blanchett), som går igenom en besvärlig skilsmässa. De blir genast attraherade av varandra och inleder en kärleksaffär. Men deras relation visar sig ha ett högt pris.

## Rollista
| Cate Blanchett       | – Carol Aird         |
| Rooney Mara          | – Therese Belivet    |
| Sarah Paulson        | – Abby Gerhard       |
| Kyle Chandler        | – Harge Aird         |
| Jake Lacy            | – Richard Semco      |
| Cory Michael Smith   | – Tommy Tucker       |
| John Magaro          | – Dannie McElroy     |
| Carrie Brownstein    | – Genevieve Cantrell |
| Kk Heim & Sadie Heim | – Rindy Aird         |
| Ann Reskin           | – Florence           |
| Kevin Crowley        | – Fred Haymes        |
| Nik Pajic            | – Phil McElroy       |
| Trent Rowland        | – Jack Taft          |

## Mottagande
Carol möttes av positiva recensioner av kritiker, särskilt för Todd Haynes regi, Cate Blanchetts och Rooney Maras skådespeleri, filmfotografin, kostymerna och musiken. På Rotten Tomatoes har filmen ett medelbetyg på 93%, baserat på 229 recensioner, och ett genomsnittsbetyg på 8,6 av 10. På Metacritic har filmen genomsnittsbetyget 95 av 100, baserat på 44 recensioner.

## Utmärkelser

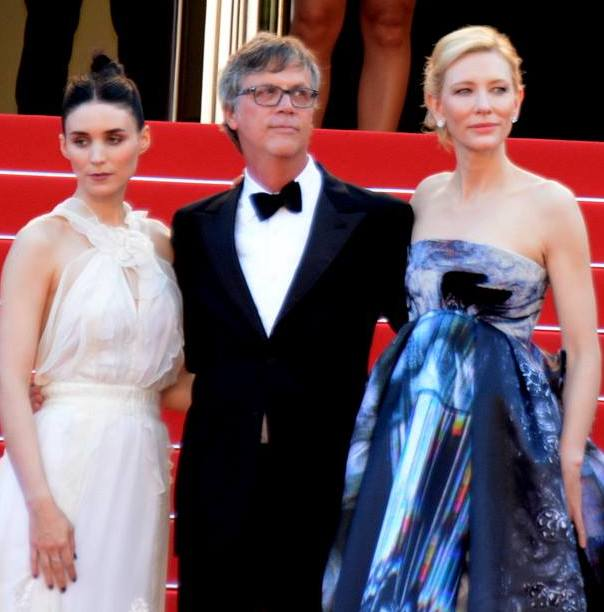
Rooney Mara, Todd Haynes och Cate Blanchett vid Filmfestivalen i Cannes 2015

| Priser och nomineringar      | Priser och nomineringar           | Priser och nomineringar                   | Priser och nomineringar | Priser och nomineringar |
| Utmärkelse                   | Kategori                          | Mottagare                                 | Resultat                |                         |
| ---------------------------- | --------------------------------- | ----------------------------------------- | ----------------------- | ----------------------- |
| Oscar                        | Bästa kvinnliga huvudroll         | Cate Blanchett                            | Nominerad               |                         |
| Oscar                        | Bästa kvinnliga biroll            | Rooney Mara                               | Nominerad               |                         |
| Oscar                        | Bästa manus efter förlaga         | Phyllis Nagy                              | Nominerad               |                         |
| Oscar                        | Bästa filmmusik                   | Carter Burwell                            | Nominerad               |                         |
| Oscar                        | Bästa foto                        | Edward Lachman                            | Nominerad               |                         |
| Oscar                        | Bästa kostym                      | Sandy Powell                              | Nominerad               |                         |
| Golden Globes                | Bästa film - drama                |                                           | Nominerad               |                         |
| Golden Globes                | Bästa kvinnliga huvudroll – drama | Cate Blanchett                            | Nominerad               |                         |
| Golden Globes                | Bästa kvinnliga huvudroll – drama | Rooney Mara                               | Nominerad               |                         |
| Golden Globes                | Bästa regi                        | Todd Haynes                               | Nominerad               |                         |
| Golden Globes                | Bästa filmmusik                   | Carter Burwell                            | Nominerad               |                         |
| Cannesfestivalen             | Bästa kvinnliga skådespelare      | Rooney Mara (delad med Emmanuelle Bercot) | Vann                    |                         |
| Cannesfestivalen             | Queer Palm                        | Todd Haynes                               | Vann                    |                         |
| Cannesfestivalen             | Guldpalmen                        | Todd Haynes                               | Nominerad               |                         |
| BAFTA Awards                 | Bästa film                        |                                           | Nominerad               |                         |
| BAFTA Awards                 | Bästa regi                        | Todd Haynes                               | Nominerad               |                         |
| BAFTA Awards                 | Bästa kvinnliga huvudroll         | Cate Blanchett                            | Nominerad               |                         |
| BAFTA Awards                 | Bästa kvinnliga biroll            | Rooney Mara                               | Nominerad               |                         |
| BAFTA Awards                 | Bästa manus efter förlaga         | Phyllis Nagy                              | Nominerad               |                         |
| BAFTA Awards                 | Bästa scenografi                  | Judy Becker och Heather Loeffler          | Nominerad               |                         |
| BAFTA Awards                 | Bästa foto                        | Edward Lachman                            | Nominerad               |                         |
| BAFTA Awards                 | Bästa smink                       | Jerry DeCarlo och Patricia Regan          | Nominerad               |                         |
| BAFTA Awards                 | Bästa kostym                      | Sandy Powell                              | Nominerad               |                         |
| Screen Actors Guild Awards   | Bästa kvinnliga huvudroll         | Cate Blanchett                            | Nominerad               |                         |
| Screen Actors Guild Awards   | Bästa kvinnliga biroll            | Rooney Mara                               | Nominerad               |                         |
| Critics' Choice Movie Awards | Bästa film                        |                                           | Nominerad               |                         |
| Critics' Choice Movie Awards | Bästa regissör                    | Todd Haynes                               | Nominerad               |                         |
| Critics' Choice Movie Awards | Bästa kvinnliga skådespelare      | Cate Blanchett                            | Nominerad               |                         |
| Critics' Choice Movie Awards | Bästa kvinnliga biroll            | Rooney Mara                               | Nominerad               |                         |
| Critics' Choice Movie Awards | Bästa scenografi                  | Judy Becker och Heather Loeffler          | Nominerad               |                         |
| Critics' Choice Movie Awards | Bästa kostym                      | Sandy Powell                              | Nominerad               |                         |
| Critics' Choice Movie Awards | Bästa foto                        | Edward Lachman                            | Nominerad               |                         |
| Critics' Choice Movie Awards | Bästa kompositör                  | Carter Burwell                            | Nominerad               |                         |
| Critics' Choice Movie Awards | Bästa smink                       |                                           | Nominerad               |                         |